# Portée (musique)
Pour les articles homonymes, voir Portée.
Dans le solfège, la portée est un ensemble de cinq lignes horizontales et de quatre interlignes permettant de représenter les hauteurs. Elle est destinée à recevoir les figures de notes et de silences, les clés, les altérations, et quelques autres symboles annexes.

Un système de portées

Un ensemble de deux portées ou plus, liées par des accolades, s'appelle un système.
D'autres systèmes de notation utilisent un nombre de lignes différent :
- le chant grégorien est historiquement noté sur des portées à quatre lignes qui se suivent ;
- les parties des instruments à hauteur unique ou indéterminée (tambours, cymbales, castagnettes, triangles, etc.) sont souvent écrites sur une ligne unique, puisque seul leur rythme est pris en compte.

## Portée classique
Dans le solfège, la représentation des hauteurs utilise six types de signes : la portée, les lignes supplémentaires, les figures de note, les clés, les signes d'octaviation et les altérations.
Les cinq lignes de la portée sont également espacées et forment entre elles quatre interlignes. Les lignes et les interlignes sont numérotés du bas vers le haut : 
Les figures de note (dont la forme permet d'indiquer les durées) sont placées soit sur les lignes, soit dans les interlignes. La hauteur  est indiquée par la position de la tête de la note : la présence éventuelle d'une hampe n'entre pas en ligne de compte pour l'indication de la hauteur (la hampe sert à préciser la durée de la note).
Quelle que soit la clé utilisée, les principes de notation sont les mêmes : depuis la note repère associée à la clé, on écrit la succession ascendante ou descendante des notes, en alternant les lignes et les interlignes. En plus des cinq lignes et des quatre interlignes, on utilise également l'interligne au-dessous de la première ligne, et l'interligne au-dessus de la cinquième ligne.
Par exemple, pour la clé de sol deuxième ligne : 

### Lignes et interlignes supplémentaires
En deçà et au-delà de la portée, on dispose de lignes et d'interlignes supplémentaires, dont la fonction est d'agrandir ponctuellement la portée. Le nombre de lignes et d'interlignes supplémentaires pouvant être utilisés est en principe illimité :
Ces lignes supplémentaires évitent des changements de clef pour les registres aigus et graves des instruments. Certains d'entre eux, afin d'éviter un excès de lignes supplémentaires peu lisible, utilisent toujours ce changement de clef. Par exemple, le basson, le trombone et le violoncelle, habituellement en clé de fa, utilisent la clé d'ut 4e pour leur registre aigu, voire la clef de sol pour le suraigu du violoncelle.

### Signes d'octaviation
L'octaviation est un procédé de notation consistant à décaler un fragment mélodique d'une octave pour faire figurer celui-ci dans le centre de la portée. L'octaviation, en réduisant le nombre de lignes et d'interlignes supplémentaires, permet donc de faciliter la lecture. Afin que le morceau soit cependant joué à la hauteur voulue, on écrit au début de l'octaviation « 8va alta » (ou « 8va ») pour une octave plus haut, ou « 8va bassa » (ou « 8vb ») pour une octave plus bas. La fin du fragment à décaler est généralement signalée par l'indication « loco » — retour aux hauteurs réelles. Cependant, si le fragment en question est relativement bref, on délimite simplement celui-ci par des pointillés :

## Histoire
Avant le XIe siècle, les seuls signes de notation en usage[Où ?] étaient les neumes : ensemble d'accents et de points indiquant approximativement les variations de hauteur. Ces derniers étaient placés au-dessus du texte chanté afin de servir d'aide-mémoire aux chanteurs qui connaissaient déjà la partition par transmission orale. Afin d'introduire un peu de précision, certains musiciens eurent l'idée de tracer au milieu de ces neumes une ligne horizontale figurant une hauteur fixe. Une deuxième ligne fut ensuite introduite, puis une troisième, etc. Le moine, théoricien, et pédagogue de la musique Guido d'Arezzo est à l'origine de l'élaboration du système de notation musicale sur portée au XIe siècle. Le nombre de lignes a varié jusqu'à la Renaissance où il fut définitivement fixé à cinq.